# Alice Braga
Alice Braga Moraes (n. 15 aprilie 1983) este o actriță braziliană. A apărut în mai multe filme braziliene, dar primele roluri notabile au fost cele din City of God (2002), în rolul lui Angélica, și Lower City (2005), unde a jucat rolul lui Karina. A jucat și în filme Hollywoodiene, precum I Am Legend (2007), Repo Men, Predators (both 2010), The Rite (2011), Elysium (2013) și “Queen Of The South” (2016)

## Biografie
S-a născut la São Paulo și a fost crescută într-o familie catolică. A luat contact cu lumea actoriei foarte devreme. Și mama și mătușa sa, Ana Braga și Sônia Braga, sunt actrițe și de multe ori le-a însoțit pe platourile de filmare. Cariera și-a început-o jucând în piese de teatru și reclame. La vârsta de 8 ani a apărut în prima reclamă, la iaurt. Ca adolescentă, a avut roluri în mai multe producții de televiziune și în lungmetraje. Vorbește fluent engleza, portugheza și spaniola. A debutat în cinematografie cu scurtmetrajul Trampolin, în 1989. Rolul din City of God a propulsat-o însă și i-a fost unanim recunoscut talentul. Mai mult, pentru acest rol a fost nominalizată la Premiul pentru Cea mai bună actriță la Premiile industriei braziliene de film. Debutul într-un film în limba engleză a venit odată cu pelicula Journey to the End of Night, unde a jucat alături de Brendan Fraser, Mos Def și Catalina Sandino Moreno. În 2007 a fost distribuită în blockbusterul-ul lui Will Smith, I Am Legend și în drama Crossing Over alături de Harrison Ford, Ray Liotta și Ashley Judd.

## Filmografie
| An   | Titlu                           | Rol                     | Note                            |
| ---- | ------------------------------- | ----------------------- | ------------------------------- |
| 1998 | Trampolim                       | Cláudia                 | Scurtmetraj                     |
| 2002 | City of God                     | Angélica                |                                 |
| 2005 | Lower City                      | Karina                  |                                 |
| 2005 | Carandiru, Outras Histórias     | Vânia                   | Serial                          |
| 2006 | Only God Knows                  | Dolores                 |                                 |
| 2006 | Journey to the End of the Night | Monique                 |                                 |
| 2006 | Drained                         | Waitress                |                                 |
| 2007 | The Milky Way                   | Júlia                   |                                 |
| 2007 | Rummikub                        | Filha paulista          | Scurtmetraj                     |
| 2007 | I Am Legend                     | Anna Montez             |                                 |
| 2008 | Redbelt                         | Sondra Terry            |                                 |
| 2008 | Blindness                       | Woman with Dark Glasses |                                 |
| 2009 | Crossing Over                   | Mireya Sanchez          |                                 |
| 2009 | Cabeça a Prêmio                 |                         |                                 |
| 2010 | Repo Men                        | Beth                    |                                 |
| 2010 | Predators                       | Isabelle                |                                 |
| 2011 | The Rite                        | Angelina Vargas         |                                 |
| 2012 | As Brasileiras                  | Mirtes                  | Episodul "A Indomável do Ceará" |
| 2012 | On the Road                     | Terry                   |                                 |
| 2012 | City of God - 10 Years Later    | Ea însăși               |                                 |
| 2013 | Elysium                         | Frey Santiago           |                                 |
| 2014 | Latitudes                       | Olivia                  |                                 |
| 2014 | The Ardor                       | Vania                   |                                 |
| 2014 | Kill Me Three Times             | Alice Taylor            |                                 |
| 2015 | By Way of Helena                | Marisol                 | post-producție                  |
| 2016 | The Shack                       |                         | Filmare                         |

## Premii și nominalizări
| An   | Asociație                                     | Categorie               | Lucrare nominalizată | Rezultat     |
| ---- | --------------------------------------------- | ----------------------- | -------------------- | ------------ |
| 2005 | Verona Love Screens Film Festival             | Best Actress            | Lower City           | Câștigat     |
| 2005 | International Film Festival In Rio de Janeiro | Best Actress            | Lower City           | Câștigat     |
| 2005 | Contigo Prize!                                | Best Actress            | Lower City           | Câștigat     |
| 2005 | Miami International Film Festival             | Best Actress            | Lower City           | Câștigat     |
| 2007 | Cinema Brazil Grand Prize                     | Best Actress            | Lower City           | Câștigat     |
| 2008 | Brazilian Film Festival of Toronto            | Best Actress            | The Milky Way        | Câștigat     |
| 2008 | Black Reel Awards                             | Best Supporting Actress | Blindness            | Nominalizare |
| 2009 | Paulinia Festival                             | Golden girl             | Blindness            | Câștigat     |
| 2009 | International Film Festival In Rio de Janeiro | Best Actress            | Cabeça a Prêmio      | Câștigat     |
| 2010 | Punta del Este Film Festival                  | Best Actress            | Cabeça a Prêmio      | Câștigat     |